# Карельских, Евгений Константинович
Евге́ний Константи́нович Каре́льских (род. 4 ноября 1946, Москва, РСФСР) — советский и российский актёр театра и кино. Профессор ГСИИ. Народный артист РСФСР (1991).

## Краткая биография
Родился в семье актёра Константина Карельских.
- В 1968 году окончил Театральное училище имени Б. В. Щукина, курс А. А. Орочко.
- С 1968 года работал в Московском академическом театре имени В. Маяковского.
- С 1970 года — артист Московского государственного академического театра имени Е. Вахтангова.

## Роли в театре

#### Московский академический театр имени Владимира Маяковского
- 1969 — «Разгром» по роману А. А. Фадеева. Режиссёр — М. А. Захаров — Мечик, Бакланов
- 1969 — «Два товарища» В. Н. Войновича. Режиссёр — А. А. Гончаров — Валерка

#### Государственный академический театр имени Е. Б. Вахтангова
- «Иркутская история» А. Н. Арбузова — Сергей
- «Маленькие трагедии» А. С. Пушкина — Герцог, Моцарт
- «Мещанин во дворянстве» Мольера — учитель танцев
- «Принцесса Турандот» Карло Гоцци — Панталоне
- «Леший» А. П. Чехова — Хрущов
- «Дело» А. В. Сухово-Кобылина — Муромский
- «Идиот» по Ф. М. Достоевскому — Князь Мышкин
- 1971 — «Молодость театра» — Веремеев
- 1971 — «Антоний и Клеопатра» У. Шекспира — Диомед
- 1975 — «Фронт» А. Е. Корнейчука — Сергей Горлов
- 1975 — «Господа Глембаи» М. Крлежи — Адвокат Пуба
- 1976 — «Ричард III» У. Шекспира — Георг
- 1976 — «Лето в Ноане» Я. Ивашкевич — Фредерик Шопен
- 1979 — «Степан Разин» по роману В. М. Шукшина — Матвей Иванов'
- 1979 — «Тринадцатый председатель» А. Абдуллина — Улин
- 1983 — «Будьте здоровы» П. Шено; постановка В. Г. Шлезингера — Марешаль
- 1983 — «Анна Каренина» по роману Л. Н. Толстого; автор инсценировки М. Рощин, постановка Романа Виктюка — Левин
- 1983 — «Отелло» У. Шекспира — Дож Венеции
- 1985 — «Полстраницы оперативной сводки» — Синцов
- 1985 — «Три возраста Казановы» М. И. Цветаевой — Казанова
- 1987 — «Кабанчик» В. С. Розова  — '
- 1990 — «Дама без камелий» Т. Рэттигана; постановка Романа Виктюка — Сэм
- 1991 — «Государь ты наш, батюшка…». Сцены из пьесы Ф. Горенштейна «Детоубийца»; постановка П. Н. Фоменко — Степан Глебов
- 1991 — «Мартовские иды» Т. Уайлдера — Брут
- 1996 — «Пиковая дама» по А. С. Пушкину — Сурин, Дедушка, Сен-Жермен, Чекалинский
- 2002 —  «Царская охота» Л. Г. Зорина — Степан Иванов-Шешковский, обер-секретарь Тайной экспедиции
- 2003 — «Калигула» Камю, Альбер — Сенект
- «Без вины виноватые» А. Н. Островского — Нил Стратоныч Дудкин
- 2011 — «Пристань», спектакль к 90-летию Государственного академического театра имени Е. Б. Вахтангова по мотивам произведений Бертольта Брехта, Ивана Бунина, Фёдора Достоевского, Фридриха Дюрренматта, Артура Миллера, Александра Пушкина, Эдуардо Де Филиппо (идея и постановка — Римас Туминас; премьера — 11 ноября 2011 года) — Альфред Илл, разорившийся лавочник (в трагикомедии «Визит дамы» Фридриха Дюрренматта)[2]

## Фильмография
- 1967 — Звёзды и солдаты — поручик-каппелевец
- 1968 — Ещё раз про любовь — ведущий программы в ресторане
- 1969 — День и вся жизнь — отец Алёши в молодости
- 1970 — В Москве проездом… — Володя Торохов, моряк
- 1970 — Переступи порог — Александр (Алик) Тихомиров
- 1970 — Семья как семья, или Коробовы встречают Новый год — Борис Коробов, старший сын
- 1972 — Следствие ведут ЗнаТоКи. Динозавр — Игнат Никишин
- 1973 — Вечный зов — Валентин Губарев, капитан Красной армии
- 1973 — Письмо из юности — Лёха Сухаревский, водолаз
- 1973 — Я служу на границе — заместитель начальника по политической части старший лейтенант Алексей Михайлович Бородин
- 1973 — Иркутская история — член команды шагающего экскаватора, интеллигент из Москвы Родион
- 1974 — В восемнадцать мальчишеских лет — Тимур Фрунзе
- 1975 — Время выбрало нас — товарищ Андрей
- 1976 — Обелиск — Алесь Мороз
- 1976 — Огненное детство — эпизод
- 1976 — Собственное мнение — Павел Сергеевич Прокопенко, начальник подготовительного цеха
- 1976 — Мартин Иден (телеспектакль) — Джо
- 1978 — Чёрная берёза — Андрей Хмара
- 1978 — Баламут — доцент Серебряков
- 1979 — Кот в сапогах — рыцарь Йорк
- 1980 — У матросов нет вопросов — эпизод
- 1980 — Через тернии к звёздам — командир звездолёта «Пушкин» Дёмин
- 1983 — Карантин — друг Аспидова
- 1983 — Я тебя никогда не забуду — Фёдор
- 1984 — Снег в июле
- 1984 — Манька
- 1986 — Размах крыльев — Семён Николаевич Селезнёв, командир
- 1988 — Тайна золотого брегета
- 1990 — Ловкач и Хиппоза — Ловкач
- 1992 — Генерал — маршал К. К. Рокоссовский
- 1992 — Танцующие призраки
- 2004 — Рецепт колдуньи  — эпизод
- 2010 — БАгИ — Юрий Андреевич Мотылев

### Озвучивание мультфильмов
- 1975 — Медной горы хозяйка

## Награды
- Заслуженный артист РСФСР (1978)
- Народный артист РСФСР (1991)
- Орден Почёта (12 сентября 1996) — за заслуги перед государством, большой вклад в укрепление дружбы и сотрудничества между народами, многолетнюю плодотворную деятельность в области культуры и искусства[3]
- Орден Дружбы (10 сентября 2021) — за большой вклад в развитие отечественной культуры и искусства, многолетнюю плодотворную деятельность[4]

## Публикации
- Гаевская М. Евгений Карельских // Театр имени Евг. Вахтангова / Ред.-составитель Б. М. Поюровский. М.: Центрполиграф, 2001. С. 133—145, фото. («Звёзды московской сцены») — ISBN 5-227-01251-2